# Voetbalkampioenschap van Lübeck-Mecklenburg 1930/31
In 1930/31 werd het achtste voetbalkampioenschap van Lübeck-Mecklenburg gespeeld, dat georganiseerd werd door de Noord-Duitse voetbalbond. 
Lübecker BV Phönix 03 werd kampioen en plaatste zich voor de Noord-Duitse eindronde. Ook vicekampioen Polizei Lübeck was geplaatst. Polizei verloor in de voorronde van Arminia Hannover. Phönix versloeg FC St. Pauli en werd dan voor Holstein Kiel uitgeschakeld. 

## Oberliga
| Plaats | Club                  | Wed. | W  | G | V  | Saldo | Ptn   |
| ------ | --------------------- | ---- | -- | - | -- | ----- | ----- |
| 1.     | Lübeck BV Phönix 1903 | 14   | 12 | 0 | 2  | 68:11 | 24:4  |
| 2.     | SV Polizei Lübeck     | 14   | 9  | 1 | 4  | 53:31 | 19:9  |
| 3.     | Oldesloer SV          | 14   | 6  | 1 | 7  | 24:40 | 13:15 |
| 4.     | Rostocker SC 1895     | 14   | 6  | 0 | 8  | 36:45 | 12:16 |
| 5.     | VfL Schwerin          | 14   | 6  | 0 | 8  | 33:42 | 12:16 |
| 6.     | Lübecker SV 1913      | 14   | 5  | 2 | 7  | 36:50 | 12:16 |
| 7.     | VfR Lübeck            | 14   | 5  | 2 | 7  | 17:35 | 12:16 |
| 8.     | Schweriner FC 03      | 14   | 4  | 0 | 10 | 26:39 | 8:24  |

|  | Kampioen, geplaatst voor Noord-Duitse eindronde |
|  | Geplaatst voor Noord-Duitse eindronde           |
|  | Degradatie                                      |